# Ciclisme de muntanya

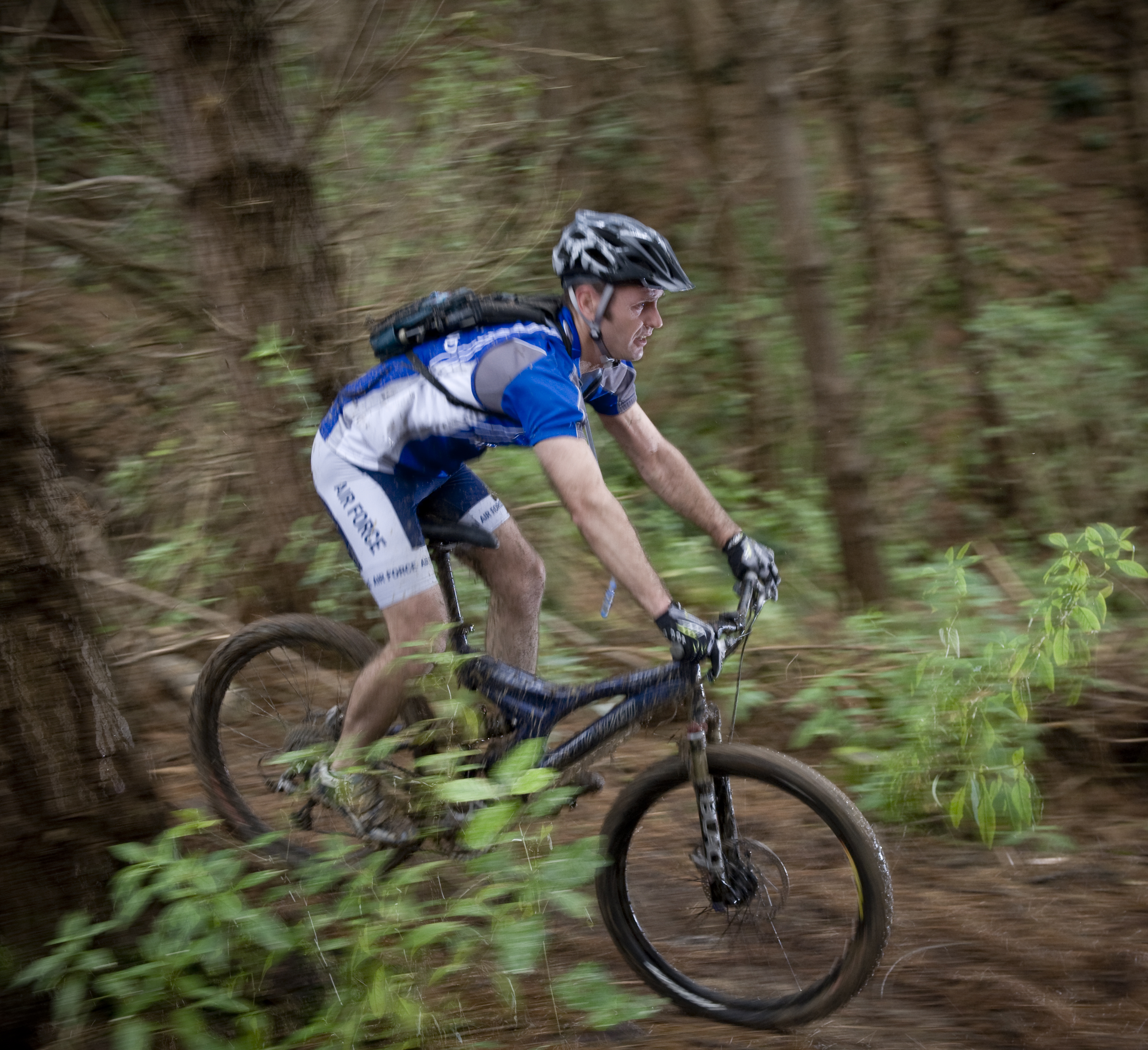

El ciclisme de muntanya, també anomenat Mountain Bike, és aquella modalitat de ciclisme que es disputa per camins de muntanya (de terra, no asfaltats). Entre d'altres, consta de les següents modalitats:
- BTT (Cross Country)
- Descens (Downhill)
- Eslàlom (Slalom)
- Marató
- Trial[1]
- Enduro[2]

## Història
Les primeres competicions es disputaren a la dècada de 1970. En Fidel Freixes i Folch va ser un dels precursors a Catalunya. L'esdeveniment principal d'aquesta disciplina són els Campionats del món de ciclisme de muntanya organitzats anualment per l'UCI d'ençà de 1990, on es disputen els títols mundials de les següents disciplines:
- Camp a través masculí (Men's cross-country)
- Descens masculí (Men's downhill)
- Four-cross masculí (Men's four-cross)
- Camp a través femení (Women's cross-country)
- Descens femení (Women's downhill)
- Four-cross femení (Women's four-cross)
- Relleus per equips (Team relay)

Els campionats del món de Trial es disputen dins dels Campionats del món de ciclisme urbà. La marató té el seu propí campionat en els Campionats del món de ciclisme de muntanya en marató.

## Ciclistes dels països catalans famosos
- Margalida Fullana Riera
- José Antonio Hermida